# Marchantia hastata
Marchantia hastata là một loài Rêu trong họ Marchantiaceae. Loài này được Stephani ex Bonner mô tả khoa học đầu tiên năm 1953.